# Бальбен
Бальбен (фр. Balbins) — коммуна во Франции, находится в регионе Рона — Альпы. Департамент коммуны — Изер. Входит в состав кантона Кот-Сент-Андре. Округ коммуны — Вьенн.
Код INSEE — 38025. Население коммуны на 1999 год составляло 371 человек. Населённый пункт находится на высоте от 347 до 530 метров над уровнем моря. Муниципалитет расположен на расстоянии около 450 км юго-восточнее Парижа, 50 км юго-восточнее Лиона, 50 км северо-западнее Гренобля. Мэр коммуны — Mme. Anne-Marie Amice, мандат действовал на протяжении 2001—2008 годов.
Динамика населения (INSEE):